# Antri Christoforou
Antri Christoforou   (Strovolos, 2 d'abril de 1992) és una ciclista xipriota, actualment a l'equip Human Powered Health. Va participar en els Jocs Olímpics de Rio i als Jocs Olímpics de Tòquio. En el seu palmarès destaquen deu Campionats de Xipre en ruta, vuit en contrarellotge i una medalla d'or en contrarellotge als Jocs dels Petits Estats d'Europa de 2017. El 2018 guanyà la medalla de bronze en la contrarellotge disputada als Jocs del Mediterrani de Tarragona.

## Palmarès
- 2010
  -  Campiona de Xipre en ruta
- 2013
  -  Campiona de Xipre en ruta
  -  Campiona de Xipre en contrarellotge
- 2016
  -  Campiona de Xipre en ruta
  -  Campiona de Xipre en contrarellotge
  - 1a a la Arava-Arad
- 2017
  -  Campiona de Xipre en ruta
  - Medalla d'or als Jocs dels Petits Estats d'Europa
- 2018
  -  Campiona de Xipre en ruta
  -  Campiona de Xipre en contrarellotge
  - 1a a la VR Women ITT
- 2019
  -  Campiona de Xipre en ruta
  -  Campiona de Xipre en contrarellotge
  - 1a a la Scorpions' Pass TT
- 2020
  -  Campiona de Xipre en ruta
  -  Campiona de Xipre en contrarellotge
- 2021
  -  Campiona de Xipre en ruta
  -  Campiona de Xipre en contrarellotge
- 2022
  -  Campiona de Xipre en ruta
  -  Campiona de Xipre en contrarellotge
  - 1a a La Classique Morbihan
- 2023
  -  Campiona de Xipre en ruta
  -  Campiona de Xipre en contrarellotge
  - 1a a la Aphrodite Cycling Race (contrarellotge)
  - 1a a la Aphrodite Cycling Race-Women for future
  - 1a al GP Mayor Žiar nad Hronom
- 2024
  -  Campiona de Xipre en ruta
  -  Campiona de Xipre en contrarellotge
  - 1a al Grand Prix Suf City El Salvador

### Resultats a les Grans Voltes

#### Giro d'Itàlia
- 2017: 53a
- 2019: 88a

#### Tour de França
- 2022: 70a
- 2023: 119a

#### Volta a Espanya
- 2024: 94a